# Otto Zöllner Schorr
Pour les articles homonymes, voir Schorr.
Otto Zöllner Schorr est un botaniste allemand, né le 21 novembre 1909 à Hanau et mort le 1er décembre 2007 à Quilpué.
Il étudie à Leipzig la pédagogie et la biologie. Il enseigne dans le collège allemand et dans l’université Catholique du Valparaíso au Chili.
Le genre Zoellnerallium (Nothoscordum) de la famille des Alliaceae, et les espèces Senecio zoellnerii Mart. et Quez. (Asteraceae) et Chenopodium zoellnerii Aellen (Chenopodiaceae) lui ont été dédiés.

## Liste partielle des publications
- 1973. Chrysocoryne, género nuevo de Amarilidáceas de Chile. An. Mus. Hist. Nat. Valparaíso 6: 1726
- 1975. Una Ephedra nueva para la flora chilena. Ephedra trifurcata Zoellner Anales Mus. Hist. Nat. Valparaíso 8:81-84.
- 1987. El género Fabiana en Chile. Mitt. Bot. Staatsamml. München 23, 291-319.
- Zoellner O. & C. San Martin 1986. El género Senna (K.Bauhin) P.Mill. (fam. Caesalpiniaceae) en Chile Anales Mus. Hist Nat Valparaíso 16:15-53.

## Sources
- (de) Cet article est partiellement ou en totalité issu de l’article de Wikipédia en allemand intitulé « Otto Zöllner Schorr » (voir la liste des auteurs).